# Andrzej Stefan Kałuszko
Andrzej Stefan Kałuszko (ur. 27 marca 1952 w Warszawie) – polski reżyser filmowy i scenarzysta, autor zdjęć do wielu własnych filmów i muzyki do nich. 
Absolwent (1976) polonistyki Uniwersytetu Warszawskiego i Wydziału Radia i Telewizji Uniwersytetu Śląskiego w Katowicach.
Reżyser filmu "Labirynt" z 1985 roku, programu "Filmidło" emitowanego w TVP 1, krótkiego programu "Kulisy M jak miłość" oraz dwóch projekcji na światową wystawę Expo dla Polski w 2005 w Aichi i w 2008 roku w Saragossie. 
Na antenie telewizji Puls prowadził program „Lista przebojów filmowych”. Wyprodukował też dwie części dokumentu o bazylice w Licheniu „Licheńskie proroctwo” oraz materiał opowiadający o pracy Biura Ochrony Rządu. 
Był związany ze Studiem Filmowym Zodiak. Współpracował z uznanymi gwiazdami polskiego kina, m.in. z: Piotrem Machalicą, Małgorzatą Pieczyńską, Jerzym Hoffmanem, który sprawował nad nim opiekę artystyczną, oraz Andrzejem J. Jaroszewiczem – autorem zdjęć na wystawy Expo. Podczas pracy nad „Filmidłem” współpracował też z Karoliną Korwin-Piotrowską i Marcinem Pawłowskim.
Jego największymi dziełami są filmy na obie wystawy Expo, polegające na sprzężeniu ze sobą trzech kamer, tak aby w sali kinowej trzy ogromne ekrany dały poczucie widzowi bycia w miejscach pokazywanych na ujęciach. Po tych projekcjach Polska zajęła 3. miejsce wśród pawilonów w Saragossie.
Jest reżyserem kilku filmów dokumentalnych związanych z II wojną światową i Warszawą: "Z Pawiaka" z udziałem Aliny Janowskiej o jej cudownym ocaleniu z niemieckiego więzienia, "Przelot nad zdobytym miastem" – obraz Warszawy z okien niemieckiego bombowca we wrześniu 1939 r., "Początek" – kontynuacja "Przelotu" o pierwszym tygodniu niemieckiej okupacji Warszawy, "Miasto z pamięci" o Powstaniu Warszawskim – film emitowany 1 sierpnia 2012 r. na Stadionie Narodowym przed koncertem Madonny, "Pawiak w relacjach świadków" – opowieści ofiar więzienia niemieckiego. Odznaczony Srebrnym Krzyżem Zasługi i Medalem Pro Masovia.
Jest scenarzystą i reżyserem spotu krajoznawczego "Dolny Śląsk Dotknij Tajemnicy" nagradzanego na wielu światowych przeglądach i festiwalach.

## Odznaczenia
- Srebrny Krzyż Zasługi – 2005[2]

## Filmografia
Reżyser
- 120 godzin, 1980 dokument
- Kilka gatunków ptaków 1982, etiuda fabularna
- Labirynt, fabularny kinowy 1985
- Jak się robi grosik, 1993 dokument
- Podróż w czasie, 1994 dokument
- Ludzie puszczy, 1998 dokument
- Licheńskie proroctwo 2002 dokument
- Będzie dzwoneczek, 2003 dokument
- Program stacja, 2007 dokument
- Z Pawiaka,2011 dokument
- Przelot nad zdobytym miastem,2012 dokument
- Miasto z pamięci, 2012 dokument
- Początek, 2012 dokument
- Pocztówki z życia Jan Czochralski Wielki Nieznany, 2013 dokument
- Dolny Śląsk Dotknij Tajemnicy, 2012 spot krajoznawczy
- Pawiak w relacjach świadków 2013 dokument
- Egzamin dojrzałości 2014 dokument
- Zwycięstwo 1920 2014 dokument
- Dwustulatka  2016 film z okazji 200 lecia SGGW
- Naprzeciw bankom 2017 dokument
- Miejsce ocalonej pamięci 2017 dokument
- W roli ojca dokument 2019
- Film na Expo 2005 w Aichi, 2005
- Film na Expo 2008 w Saragossie, 2008
- Licheńskie Proroctwo dokument
- Filmidło, TVP1 cykl programów telewizyjnych
- O BORZE, dokument, 2002 Biuro Ochrony Rządu
- Kulisy M jak miłość, TVP2
- Lista przebojów filmowych, cykl programów TV Puls
- Festiwal, cykl programów telewizyjnych dla Polonii 1
- Dom, cykl programów telewizyjnych dla TVP 1

Scenarzysta
- Labirynt, 1985